# Ichtilāf
Ichtilāf arabisch إختلاف, DMG iḫtilāf ist ein Fachbegriff der islamischen Jurisprudenz und bezeichnet den Dissens, also die Meinungsverschiedenheit unter den Rechtsgelehrten sowohl innerhalb einer Rechtsschule als auch zwischen den verschiedenen Rechtsschulen im Islam. Er ist der Gegenbegriff zum Idschmāʿ, dem Konsens der Rechtsgelehrten, der die dritte Quelle der Rechtsfindung darstellt.
Der Begriff wird im Sinne von „Variante“, „Verschiedenheit“ auch in anderen islamischen Wissenschaftsdisziplinen benutzt: „ichtilāf al-qirāʾāt“ (Lesevarianten des Korans), „ichtilāf ar-riwāyāt“ (Varianten der Hadith-Überlieferung).

## Die Bewertung vonIchtilāfim Koran und Hadith
Im Koran wird der Begriff Ichtilāf immer negativ bewertet und vor allem auf das Auseinandergehen der Meinungen unter den Ahl al-Kitab, also Juden und Christen verstanden (Sure 2, Vers 213; Sure 3, Vers 19). Allerdings wird auch ausgesagt, dass die Zwietracht dem göttlichen Heilsplan entspricht: „Und wenn Dein Herr gewollt hätte, hätte er die Menschen (tatsächlich) zu einer einzigen Gemeinschaft (umma wāḥida) gemacht. Aber sie sind immer noch uneins (muḫtalifūn) - ausgenommen diejenigen, deren dein Herr sich erbarmt hat (raḥima). Dazu hat er sie (eben) geschaffen“ (Sure 11:118 f.).
Das stete Anwachsen von Traditionen als Aussagen Mohammeds und seiner Gefährten in allen geistigen Zentren der islamischen Welt im 8. und 9. Jahrhundert begünstigte die Entstehung kontroverser Lehrmeinungen sowohl im Fiqh als auch in der Interpretation des Korantextes. Bereits in den ersten großen Traditionssammlungen sind Überlieferungen verzeichnet, die vor einer solchen Entwicklung in der islamischen Gemeinschaft warnen. Beunruhigt durch die Streitigkeiten über den Korantext, lässt man einen Gefährten Mohammeds zum Kalifen Uthman ibn Affan wie folgt sprechen:

„Unternimm etwas in dieser Gemeinschaft der (Muslime), ehe sie über die Schrift uneins werden, so wie das (früher) bei den Juden und Christen der Fall war.“

Die im Koran vorgegebene negative Konnotation des Begriffes Ichtilāf kommt auch in einem, dem Propheten Mohammed zugeschriebenen Spruch zum Ausdruck, der gesagt haben soll:

„Meine Gemeinschaft wird nicht in einem Irrtum einer Meinung sein. Darum haltet euch an die große Mehrheit, wenn ihr seht, daß es zu iḫtilāf kommt!“

## Die Stellung desIchtilāfin der Rechtslehre
Ursprünglich waren unterschiedliche Lehrmeinungen und Rechtsauffassungen in den Rechtsschulen, die in den Zentren des islamischen Reiches – Medina, Kufa, Basra, Bagdad, Fustat, Kairouan, al-Andalus u. a. – im 8. und 9. Jahrhundert entstanden sind, möglich. Sie waren allerdings nur dann zulässig, wenn sie im Idschtihād, in der unabhängigen Interpretation von Koran und Sunna begründet waren. Liegt dieser Interpretationen kein allgemein anerkannter Beleg (arabisch: dalīl) vor, so spricht die Rechtslehre nicht von Ichtilāf, sondern von „Chilāf“, Widerspruch, Abweichung.

„Ohne diese Voraussetzung wäre es ja kaum begreiflich, wie im II. Jahrhundert sowohl in rituellen als auch in gesetzlichen Fragen in den verschiedenen orthodoxen Maḏāhib, ja innerhalb eines und desselben Maḏhab, voneinander verschiedene Lehren aufkommen konnten, mit denen dann die harmonisierende Theologie nichts anderes anzufangen wusste, als sie als nebeneinander gleichberechtigt anzusehen, ja sogar ihre Verschiedenheit als Segen für die Islam-Gemeinde zu erklären.“

Bereits der Umayyaden-Kalif ʿUmar ibn ʿAbd al-ʿAzīz († 720) soll einen Erlass in die Provinzen des islamischen Reiches mit der Anweisung gesendet haben, dass jeder sich an die Lehren der örtlichen Rechtsgelehrten zu halten habe.
Dem islamischen Recht waren die kontroversen Lehrmeinungen also schon seit seinen Anfängen nicht fremd; die Rechtsfindung durch Idschtihad, durch das Bestreben, bei Beachtung von Koran und Sunna neue Rechtsnormen abzuleiten, führte allerdings nur in der angewandten Pflichtenlehre (furūʿ), nicht aber in den Grundlagen des Fiqh (uṣūl) zu kontroversen Lehrmeinungen. Unumstritten ist zum Beispiel die Pflicht, die fünf vom Gesetz vorgeschriebenen Gebete täglich zu verrichten; wie sie im Rahmen des Gebetsrituals im Einzelnen durchgeführt werden, kann je nach Rechtsschule allerdings variieren und Ichtilāf zulassen.
Durch die Institutionalisierung des Ichtilāf und gegenseitige Duldung kontroverser Lehrmeinungen entstand „ein innerislamischer oder wenigstens innerhalb der Sunniten anerkannter Pluralismus. Er beschränkt sich allerdings im Wesentlichen auf das Recht, und innerhalb dieses Bereiches im großen und ganzen auf das Material der vier Rechtsschulen, die sich im Lauf der Zeit durchgesetzt und nun auch gleiche Gültigkeit erlangt haben...Für die Grundwahrheiten des Glaubens kommt iḫtilāf nicht in Betracht, da sie unumstrittenes Gemeingut sind.“
Im Lauf der Jahrhunderte hat man die Unterschiedlichkeit der Meinungen, auch in juristischer Sicht, in positivem Sinne gewertet. Denn Ichtilāf erwies sich als eine Möglichkeit, der Rechtslehre Flexibilität zu verschaffen. Schon der in Kufa wirkende Sufyān ath-Thaurī († 778) soll späteren Rechtsgelehrten zufolge unterrichtet haben:

„Sagt nicht: Die Gelehrten sind in dem und in dem Fall uneins geworden (iḫtalafa), sondern sagt: Die Gelehrten haben der Gemeinschaft in dem und dem Fall Raum gegeben.“

## Ichtilāf als Gottesgnade
Zur Rechtfertigung der im Zuge des Idschtihād entstandenen Meinungsunterschiede hat man schon früh auf ein angebliches Prophetenwort verwiesen: „Der Dissens der Gemeinde ist eine Gnade“ (Iḫtilāf al-umma raḥma). Josef van Ess hat darauf hingewiesen, dass es aus den Kernbegriffen von Sure 11:118f zusammengesetzt ist und damit gewissermaßen eine Auslegung dieser Koranstelle darstellt. Dieser Leitsatz wird auch dem Gründer der hanafitischen Rechtsschule Abū Hanīfa als ein Bekenntnissatz zugeschrieben. Eine Variante des Satzes, die den Akzent stärker auf die Urgemeinde legte, lautete: „Der Dissens meiner Gefährten ist eine Gnade“ (Iḫtilāf aṣḥābī raḥma). Beide Versionen des Satzes haben später Aufnahme in Hadith-Sammlungen gefunden.
Aufgrund der koranischen – und dort negativen – Bedeutung des Begriffes Ichtilāf und seiner Anwendung in der Hadithliteratur ist das Wort „raḥma“ in diesem Satz wahrscheinlich zunächst im Sinne von „Nachsicht“ interpretiert worden: „Wenn innerhalb der Gemeinschaft der Gläubigen Meinungsverschiedenheit auftritt, lässt Gott Gnade für Recht ergehen.“ Christiaan Snouck Hurgronje vertrat die Ansicht, dass hier ursprünglich „ein Zugeständnis von Gott, der menschlichen Schwäche wegen, gemeint“ sei. Im Laufe der Jahrhunderte hat das Prophetenwort vom Dissens als Gottesgnade allerdings eine positive Umdeutung erfahren. Ignaz Goldziher versteht entsprechend im obigen Spruch den Begriff raḥma als „Ausfluß der göttlichen Barmherzigkeit“.
Allerdings waren nicht alle Gelehrten mit diesem Satz einverstanden. Al-Dschāhiz zum Beispiel ließ daran seinen Spott aus und meinte: Wenn die Meinungsverschiedenheiten eine Gnade wäre, so folgte daraus zwangsläufig, dass der Konsens eine Strafe sei. Dies sei aber fernliegend. Gegen das angebliche Prophetenwort wird außerdem im Sahīh al-Buchārī die Aussage von ʿAlī ibn Abī Tālib betreffs einer bestimmten Rechtsfrage angeführt: „Entscheidet so wie ihr bisher entschieden habt, denn ich liebe die Meinungsverschiedenheit nicht, damit unter den Menschen Uebereinstimmung herrsche.“ Bei der Beurteilung der Legitimität der Zulässigkeit kontroverser Lehrmeinungen ist somit bereits in der ältesten Geschichte der Jurisprudenz von verschiedenen, einander widerstrebenden Strömungen auszugehen.
Die im obigen, dem Propheten Mohammed zugeschriebenen Spruch begründete Lehre über die Zulässigkeit von Ichtilāf als Gottesgnade und dessen Nachsicht gegenüber der islamischen Gemeinschaft hat bis in die Moderne ihre Gegner. Hierzu gehörten insbesondere die Vertreter der Manār-Schule, Muhammad Abduh und Raschīd Ridā. Den Beleg dafür, dass der Spruch unauthentisch ist, liefert ihrer Meinung nach der Koran selbst: „Und dies ist eure Gemeinschaft. Es ist eine einzige Gemeinschaft. Und ich bin euer Herr. Mich (allein) sollt ihr fürchten. Aber sie fielen in verschiedene Gruppen auseinander“ (Sure 23:52–53).

## Die Ichtilāf-Literatur
Die ältesten Schriften, die die kontroversen Lehrmeinungen und die Widerlegung der Rechtslehren der „Gegenseite“ enthalten, stammen von Abū Yūsuf, einem Schüler von Abū Ḥanīfa, aus dem 8. Jahrhundert. Sie sind nicht in Originalen, sondern in Auszügen von Asch-Schāfiʿī und mit seinen Kommentaren in der Überlieferung seiner Schüler im Kitāb al-Umm, im Hauptwerk Asch-Schāfiʿīs, erhalten. Diese Traktate hat der Orientalist Joseph Schacht einer kritischen Analyse unterzogen. Asch-Schaibānī, ein Zeitgenosse von Abū Yūsuf, behandelte in seinem Kitāb al-Huddscha fī ichtilāf ahl al-Kufa wa-ahl al-Madina كتاب الحجة في اختلاف أهل الكوفة وأهل المدينة / Kitāb al-Ḥuǧǧa / ‚Das Buch der Beweisführung über die kontroversen Rechtslehren zwischen den Kufensern und Medinensern‘ das Ichtilāf zwischen den Malikiten von Medina und den Lehren seines Meisters Abū Ḥanīfa. Es ist das älteste erhaltene Werk in dieser Gattung der Rechtsliteratur.
Asch-Schāfiʿī wertete die ichtilāf-Werke seiner hanafitischen Vorgänger nicht nur aus, sondern verfasste auch eine Abhandlung über die kontroversen Lehrmeinungen zwischen sich und seinem Lehrer Mālik ibn Anas, die in der Bearbeitung und Überlieferung seines Schülers ar-Rabīʿ ibn Sulaimān al-Murādī († 884) unter dem Titel: Ichtilāf Mālik wa-asch-Schāfiʿī / اختلاف مالك والشافعي / Iḫtilāf Mālik wa-aš-Šāfiʿī ebenfalls in seinem Kitāb al-Umm erhalten ist. Sein Werk unter dem Titel Ichtilāf al-hadīth über kontroverse Lehrmeinungen bei der Auslegung des Hadith ist der Analyse derjenigen Prophetenhadithe als Quellen der Jurisprudenz gewidmet, die von den Rechtsschulen zum Zwecke der Rechtfertigung ihrer eigenen Rechtsauffassungen unterschiedlich ausgelegt worden sind. Das Buch ist daher entsprechend den Kapiteln der islamischen Jurisprudenz angeordnet.
Die Analyse der Hadithliteratur durch Rechtsgelehrte war erforderlich, da Hadithe sogar mit unvollständigen Isnaden und ungeachtet anderslautender Urteile der Hadithkritik als Argumentationsgrundlage (huddscha) in der Rechtslehre verwendet werden konnten. Unter den Traditionariern zeigte vor allem at-Tirmidhi († 892) Interesse dafür, die in seinem Werk überlieferten Hadithe als Quellen der juristischen Argumentation den betreffenden Rechtsschulen zuzuschreiben. Somit bietet seine Traditionssammlung sehr gute Einblicke in den Umgang der Rechtsgelehrten mit dem schriftlich überlieferten Hadithmaterial.

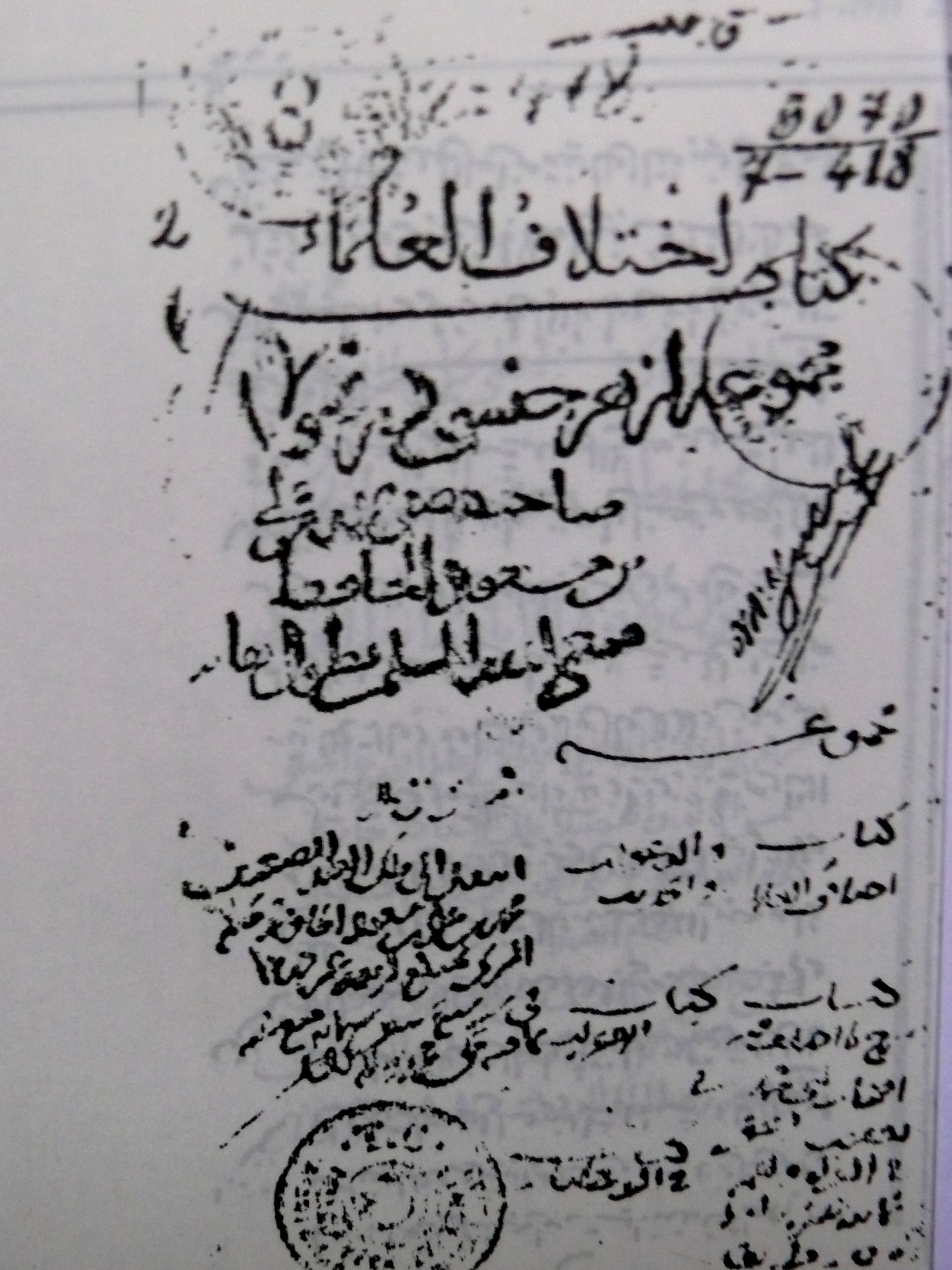
Titelblatt des Unikats: Ichtilāf al-ʿulamāʾ. Abschrift: 1251.

Zu den ältesten, vollständig erhaltenen Werken dieser Gattung der Rechtsliteratur gehört das Kitāb ichtilāf al-ʿulamāʾ كتاب اختلاف العلماء / Kitāb iḫtilāf al-ʿulamāʾ / ‚Die kontroversen Lehrmeinungen der Gelehrten‘ von Muhammad ibn Nasr al-Marwazī († 906 in Samarqand), der vor allem durch dieses Buch im islamischen Osten bekannt wurde. Das Werk ist nach den Kapiteln des Fiqh zusammengestellt, in dem der Verfasser die kontroversen Lehren der vier Rechtsschulen systematisch darstellt, ohne seine eigenen Ansichten in den Vordergrund zu stellen.
Eines der wichtigsten Werke auf diesem Gebiet verfasste At-Tabarī († 923) unter dem Titel ichtilāf al-fuqahāʾ / اختلاف الفقهاء / iḫtilāfu ʾl-fuqahāʾ / ‚Die kontroversen Lehrmeinungen der Rechtsgelehrten‘, von dem nur einige Fragmente vorliegen. In seiner heute vorliegenden Form gilt das Werk als eine sorgfältige Zusammenfassung der kontroversen Rechtslehren seiner Vorgänger, der Vertreter der Jurisprudenz in der umayyadischen Zeit des späten 7. und frühen 8. Jahrhunderts.
Ausschließlich an der hanafitischen Rechtslehre orientiert sich das von at-Tahāwī († 933) verfasste Ichtilāf al-fuqahāʾ / اختلاف الفقهاء / Iḫtilāfu ʾl-fuqahāʾ / ‚Kontroverse Lehrmeinungen der Rechtsgelehrten‘. Der Verfasser stellt die zwischen den vier orthodoxen Rechtsschulen herrschenden Lehrdifferenzen dar.
Die Rechtsschule der Mālikiten brachte erst relativ spät ein Ichtilāf-Werk hervor, das sich ausschließlich auf die madhhab-internen Lehrdifferenzen beschränkt. Der Verfasser ist der andalusische Gelehrte Ibn ʿAbd al-Barr († 1071); von seinem Werk unter dem Titel ichtilāf aqwāl Mālik wa-ashābihi / إختلاف أقوال مالك وأصحابه / iḫtilāf aqwāl Mālik wa-aṣḥābihi / ‚Kontroverse Lehrmeinungen Māliks und seiner Anhänger‘ ist nur der erste Teil erhalten.
Über die übereinstimmenden und abweichenden Lehren der vier orthodoxen Rechtsschulen verfasste Muhammad ibn ʿAbd ar-Rahmān as-Dimaschqī († 1370) ein Werk unter dem inhaltsreichen Titel: Rahmat al-umma fī ichtilāf al-aʾimma / رحمة الأمة في اختلاف الأئمة / Raḥmat al-umma fī iḫtilāf al-aʾimma / ‚Gottes Gnade für die Gemeinschaft (der Muslime) bei der Meinungsverschiedenheit der Gelehrten‘. Der Verfasser ist bestrebt, auf der Grundlage der schāfiʿitischen Lehre zwischen den Lehrdivergenzen der Rechtsschulen harmonisierend zu vermitteln.

## Ichtilāfund Fatwa
Kontroverse Lehrmeinungen sind vor allem im Fatwa-Wesen der islamischen Jurisprudenz, in den Rechtsgutachten des Mufti, die alle Bereiche des religiösen und profanen Lebens der Muslime erfassen, üblich. Selbst die im Koran dokumentierten Verbote können unterschiedlich interpretiert werden. In einem Gutachten von ʿAlī Efendi († 1692) – nach der hanafitischen Rechtsschule – heißt es:

„Ist das als višnāb (Sauerkirschwasser) bekannte berauschende Süßgetränk erlaubt, wenn es nicht in der Absicht, sich zu erheitern und in einer nicht berauschenden Menge getrunken wird? – Responsum: Bei dem Größten Imām und bei dem Imām Abū Yūsuf ist es erlaubt, bei dem Imām Muḥammad ist es verboten. Zu unserer Zeit zieht man vor, nach dem Wort des Imām Muḥammad gutachtlich zu entscheiden.“

Gemeint ist als „der größte Imām“ der Schulgründer Abū Hanīfa; der Imām Muḥammad ist asch-Schaibānī, der bedeutende Repräsentant der hanafitischen Rechtsschule im 8. Jahrhundert.